# Villa Oleandra
La villa Oleandra est un palais du XVIIIe siècle, face au lac de Côme à Laglio en Italie.

## Historique
En 2002, George Clooney achète cette villa 10 millions de dollars à la famille Heinz. 